# Grote Kerk (Den Haag)

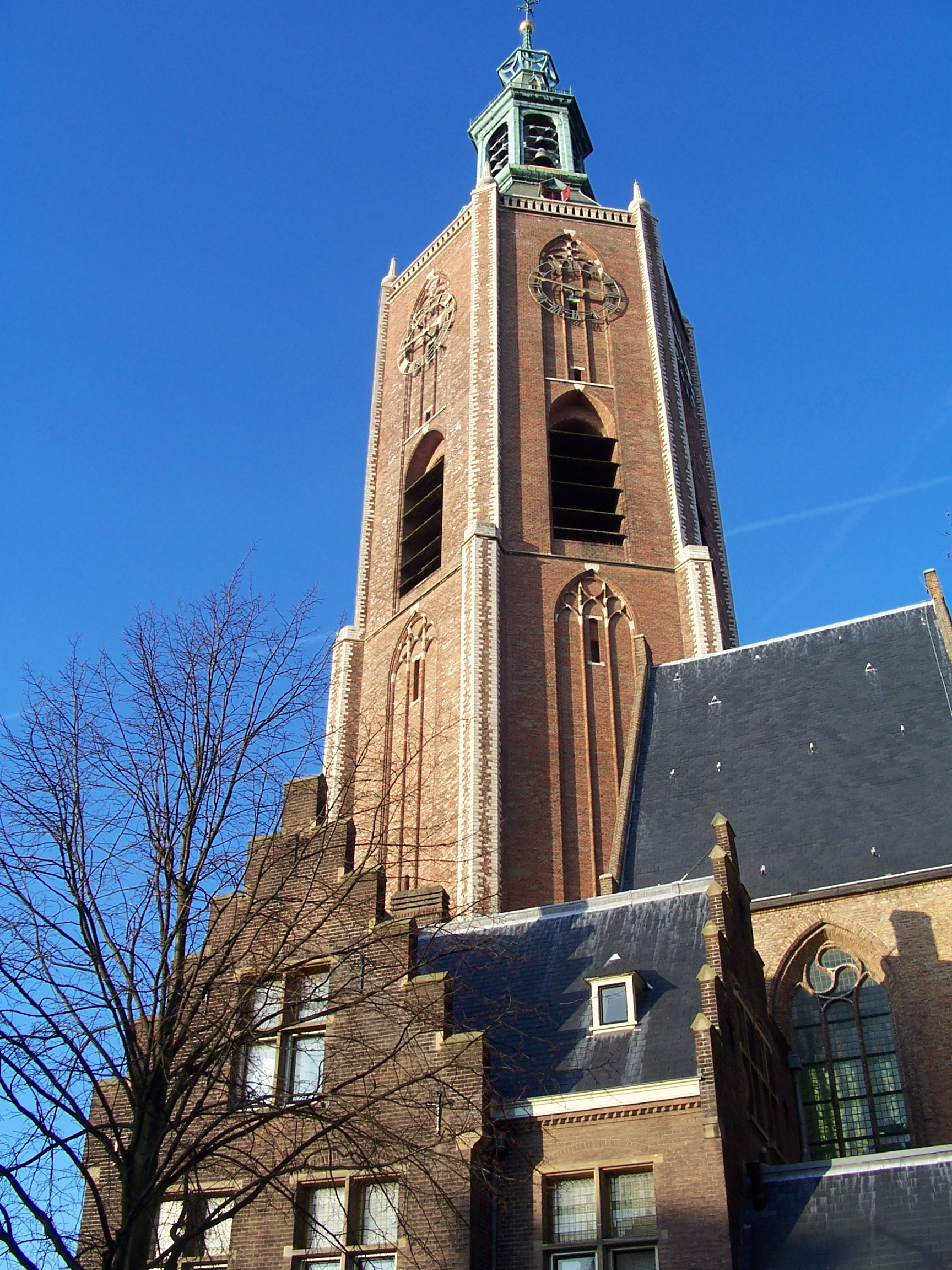
Grote Kerk

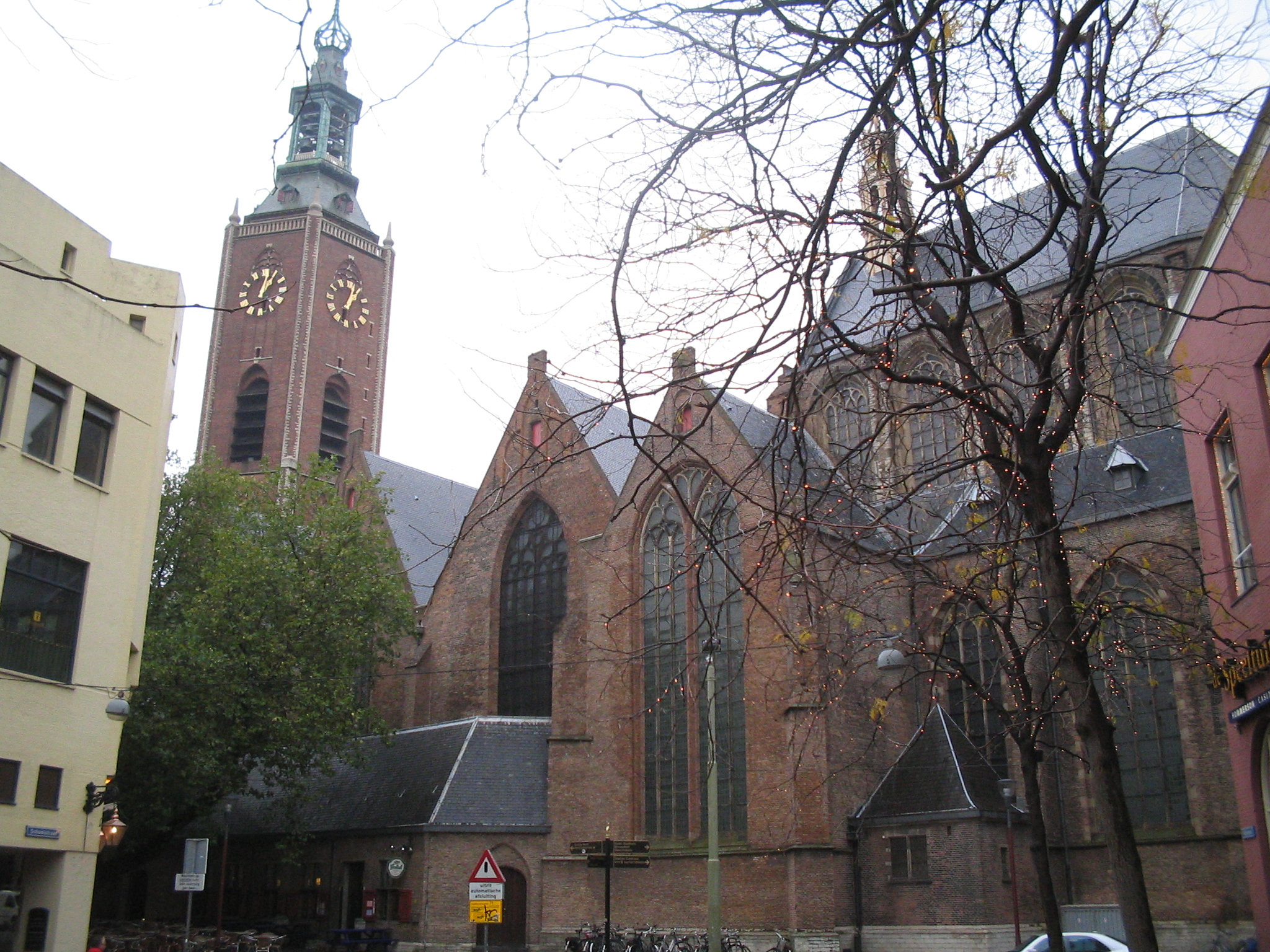
Grote Kerk

Grote Kerk resp. Grote of Sint-Jacobskerk nizozemsky Velký kostel sv. Jakuba) je městský kostel v Haagu v Nizozemí

## Dějiny
Kostel náleží spolu s Binnenhofem (sídlo parlamentu) k nejstarším budovám v Haagu. Na místě stála v 13. století dřevěná stavba, v roce 1355 se začal stavět kamenný kostel, který sloužil původně jako katolický svatostánek. Postaven byl jako křížový kostel, na půdorysu ve tvaru kříže, přestavbou a rozšířením v letech 1434 - 1455 tento půdorys zanikl a kostel získal charakter halové stavby; protože to byla první stavba tohoto typu, označují se podobné stavby jako haagský typ.
Ve 14. století vzniklá část byla silně poškozena požárem roce 1539. Při obrazoboreckých bouřích byla v roce 1566 zničena vnitřní výzdoba kostela. V roce 1420 vybudovaná věž je nápadná svým v Nizozemí ojedinělým šestiúhelníkovým tvarem. Po požáru kostela byla věž, využívaná také jako vojenská pozorovatelna, vystavěna znovu v renesančním stylu. V roce 1861 byla opatřena novogotickou špicí. Tato část věže, haagskými obyvateli láskyplně nazývaná noční čepec ("slaapmuts"), byla při renovaci v roce 1951 snesena.
Při německé okupaci byly v červenci roku 1941 odstraněny zvony, ale protože největší zvon, zvaný Jhezus, neprošel malými otvory věže, zůstal kostelu zachován. v roce 1959 byl doplněn největší zvonkohrou v Nizozemí, sestávající z 51 zvonů.
V krásně klenuté lodi s vysokým, dlouhým kůrem se nacházejí početné náhrobky a náhrobní desky, mezi jinými na zadní stěně kůru náhrobní deska básníka a politika Constantijna Huygense († 1687) a jeho syna, fyzika a astronoma politika Christiaana Huygense († 1695). Pozoruhodná je kazatelna z roku 1550, štíty rytířů Řádu zlatého rouna a velké varhany z roku 1881 i okna kůru a severní příčné lodi.
V kostele se konají svatby a křtiny členů nizozemské královské rodiny. Od skončení komplexní renovace v roce 1987 slouží kostel jako místo pro výstavy, mše a slavnostní akce.